# Арабська мау
Арабська мау (англ. Arabian mau) — короткошерста природна порода кішок, визнана WCF у серпні 2008 році в Німеччині. Вперше взяла участь у виставці кішок в січні 2009 року.

## Історія
Природна порода кішок, що походить від кота лісового, який жив тисячі років на Аравійському півострові. Арабська мау жила в пустельних регіонах біля місць, де мешкали люди. Згодом її одомашнили, оскільки дедалі більше і більше людей просувалося в глиб пустель і ділило територію з її мешканцями.

## Характер
Арабська мау активна і жвава тварина. Любить гратися, дуже добра і вірна господарям. Дуже добре ладнає з іншими тваринами вдома. Але не зовсім підходить тим людям, які люблять спокійних кішок. Доволі ласкава, потребує уваги, хоч і дуже самостійна.

## Зовнішній вигляд
Середнього розміру, але з сильним тілом. Кішка має могутні довгі лапи. Оскільки ця порода природного походження, то за структурою тіла нагадує свого найближчого родича — лісового кота.